# Gossea
Genre
Gossea est un genre de limnoméduses (hydrozoaires) de la famille des Olindiidae.

## Liste d'espèces
Selon World Register of Marine Species (28 mars 2016), Gossea comprend les espèces suivantes :
- Gossea brachymera Bigelow, 1909
- Gossea corynetes Gosse, 1853
- Gossea faureae Picard, 1952
- Gossea indica Bouillon, 1978